# Dörgicse
Dörgicse község Veszprém vármegyében, a Balatonfüredi járásban. A település eredetileg Szent István magyar király korától az 1945-ös megyerendezésig Zala vármegyéhez tartozott.

## Fekvése
Balatonakalitól körülbelül 5 kilométerre északnyugatra helyezkedik el, a Balaton-felvidék középső, Balatonfüred és Badacsony közti szakaszára jellemző, a tóparti hegysor mögött kialakult márgás alapkőzetű medencék egyikében, amit a település után Dörgicsei-medencének neveznek.
Több, korábban különálló, mára már többé-kevésbé egybeépült településrészből áll, ezeket a Balatonakali-Balatonszőlős között húzódó 7338-as út köti össze egymással és a környék távolabbi településeivel. Érinti még a települést a 73 112-es út is, amely Mencshelyről indul és itt ér véget, a felsődörgicsei településrészben.

## Dörgicse
Több korábbi település egyesítésével létrejött Veszprém vármegyei község, Balatonfüred kistérségében. A Dörgicsének nevezett terület Balatonudvari és Zánka között a Balaton partjáig nyúlik le. Rajta a 13–15. században 6 falu alakult ki:
- Boldogasszony vagy Alsódörgicse
- Szentpéterdörgicse vagy Felsődörgicse
- Szarkadörgicse
- Akalidörgicse
- Kisfaluddörgicse
- Ságdörgicse

## A Dörgicse helységnév
Talán kapcsolatba hozható a magyar nyelvjárási dörgécs durbincs halnévvel, amely személynévként alkalmazva lehetett a helységnév előzménye. Az Alsó- előtag Felsődörgicse előtagjával van korrelációban. A korábbi települések ma településrészek.

## Településtörténet

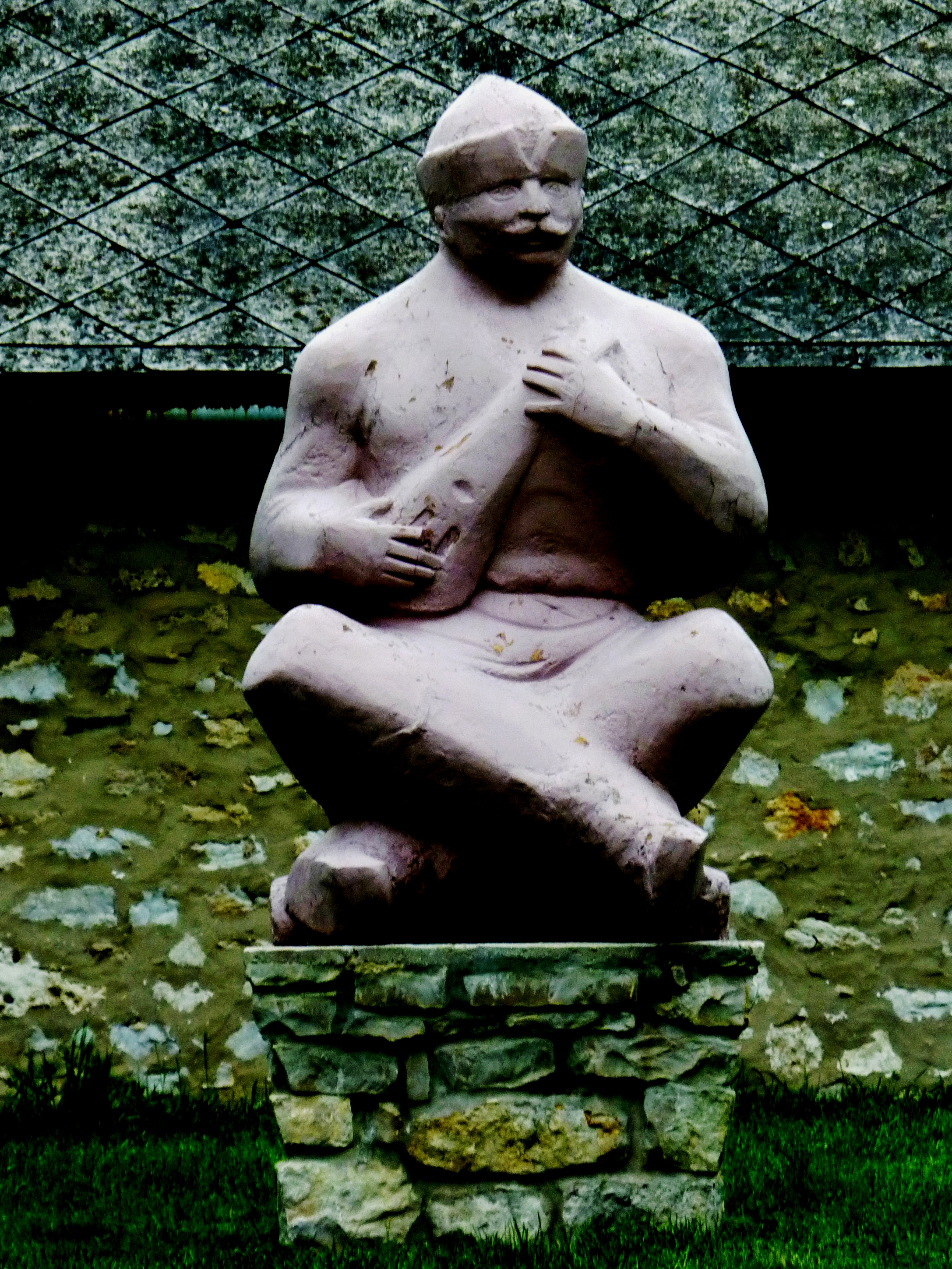

Egyházai még a települések végleges megkötődése előtt épültek mégpedig az alsó részben Boldogasszony, a felső részben Szent Péter tiszteletére. Mivel 1228-ban az alsó rész, 1231-ben a felső rész egyházát említik - mind a kettő a településeken kívül, magaslaton állt és kétségtelen, hogy megvoltak már a XII. században is - és a falvak csak megépülésük után települtek meg körülöttük. Ennek bizonyítéka, hogy a települések az egyházak védőszentjeiről: Boldogasszonyról és Szent Péterről - szabályszerűen, a helynév-adási szokásoknak megfelelően - nyerték nevüket.
Dörgicse ősi településeinek kialakulása, a megtelepedés példaszerűen mutatja be, hogy ez a magyar államiság kialakulásához kapcsolódó jellegzetesség, s eltér a nemzetközileg ismert általános megtelepedési módoktól. Az általánosan ismert folyamat szerint ugyanis a korábban többé-kevésbé még nomád életmódot folytató embercsoport(ok) a számukra jobb életkeretet biztosító földrajzi hely(ek)re - kezdetben téli/nyári váltó-, majd végleges - letelepedést hajtottak végre (pl. Zagrosz-hegy stb.). Aztán ezt követően hozták létre települési (politikai-társadalmi-rituális) intézményrendszerüket.
Magyarországon, az Árpád-kori (európai, feudális)államiság kialakítása, módja és folyamata határozta meg a többé-kevésbé még huzamosan nomád állattartó népesség településenkénti megtelepedését (megtelepítését). Mindez a honfoglalás > országfelosztás (nemzetségek) > majd a Géza és István által megkezdett feudális államszervezési módszer szellemében zajlott le. A vármegyék (ispánságok) kialakítása és a hozzájuk rendelt feudális földterület-adományozás (ami annak népével együtt értendő) megalapozza a rend gazdasági és közigazgatási alapjait, a társadalom hierarchikus rendjét. Az ezzel párhuzamosan végrehajtott egyházszervezés (egyházi rendek betelepedése > keresztség felvétele > templomrendszer (hálózat) létrehozása) pedig kialakítja, majd megszilárdítja a feudális állam szilárd ideológiai alapját. Vagyis a honfoglaló nemzet feudális hierarchia-rendszerét a közigazgatás, de településrendszerét a templomok köré folyamatosan betelepülő (többé kevésbé még továbbra is nomád állattartó) köznép hozza létre. Tehát az általános megtelepedés gyakorlatának éppen a fordítottjaként, először a település (falu) intézményrendszere jön létre, s ebbe fokozatosan telepedik be a népesség.

### Alsódörgicse
Más néven Boldogasszonydergicse, a pápai tizedszedők jegyzékében 1420 körül még Füreddergicse-ként jelentkezik. De Nagyboldogasszony név mellett meg kellett lenni az 1312-ben Szentpéterdergicse nevéül feltűnő Feldergicse területmegkülönböztető megfelelőjeként az névformának, még ha emlékekben ezzel legkorábban csak a XVI. században találkozunk is. Mindenesetre, a XVIII. század végéig általánosan használt neve a Boldogasszonydergicse is, ezután az Alsódörgicse 1950-ig, amikor is Alsó- és Felsődörgicse Dörgicse néven történt egyesítésével az ősi név megszűnt.

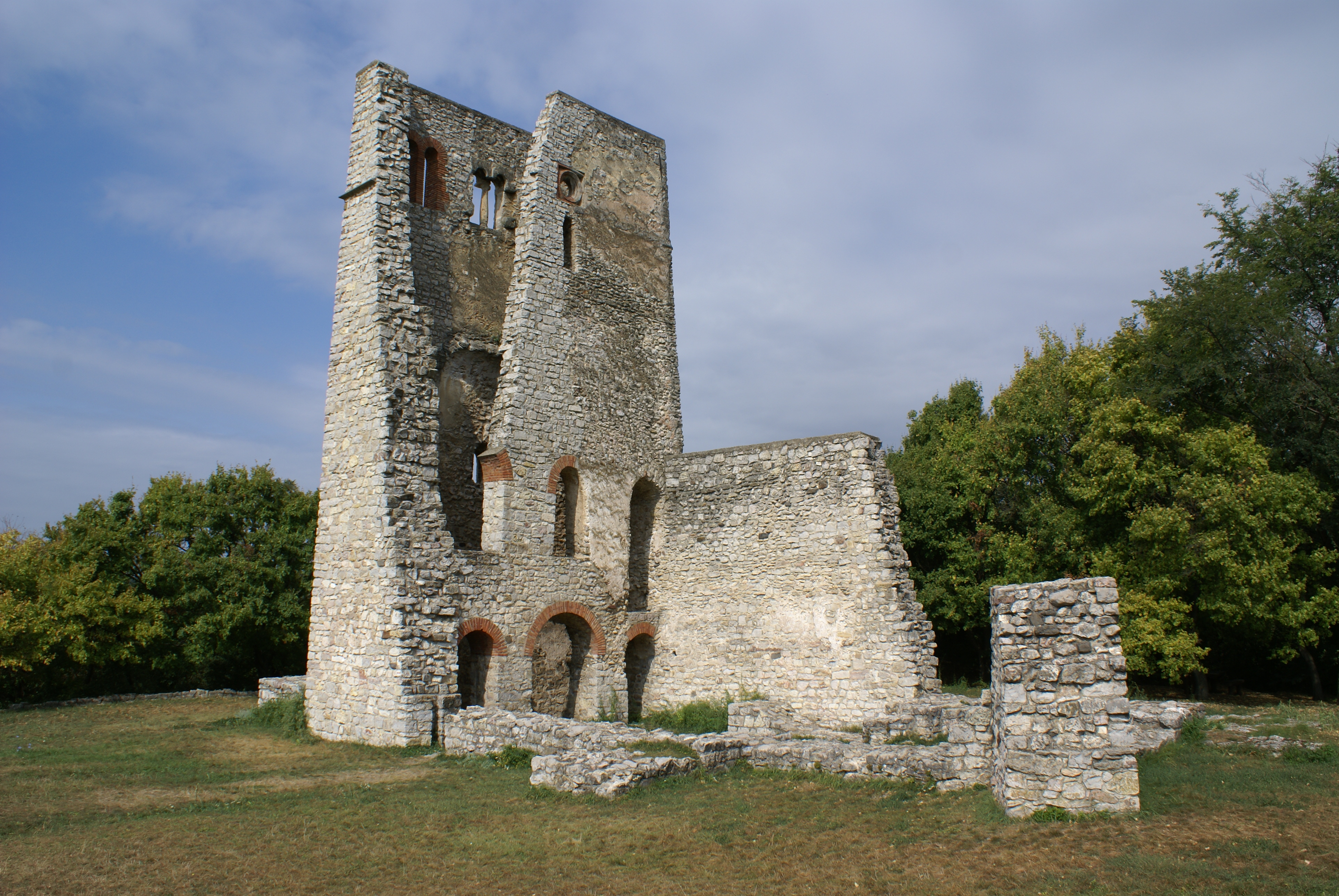
Az alsódörgicsei templomrom

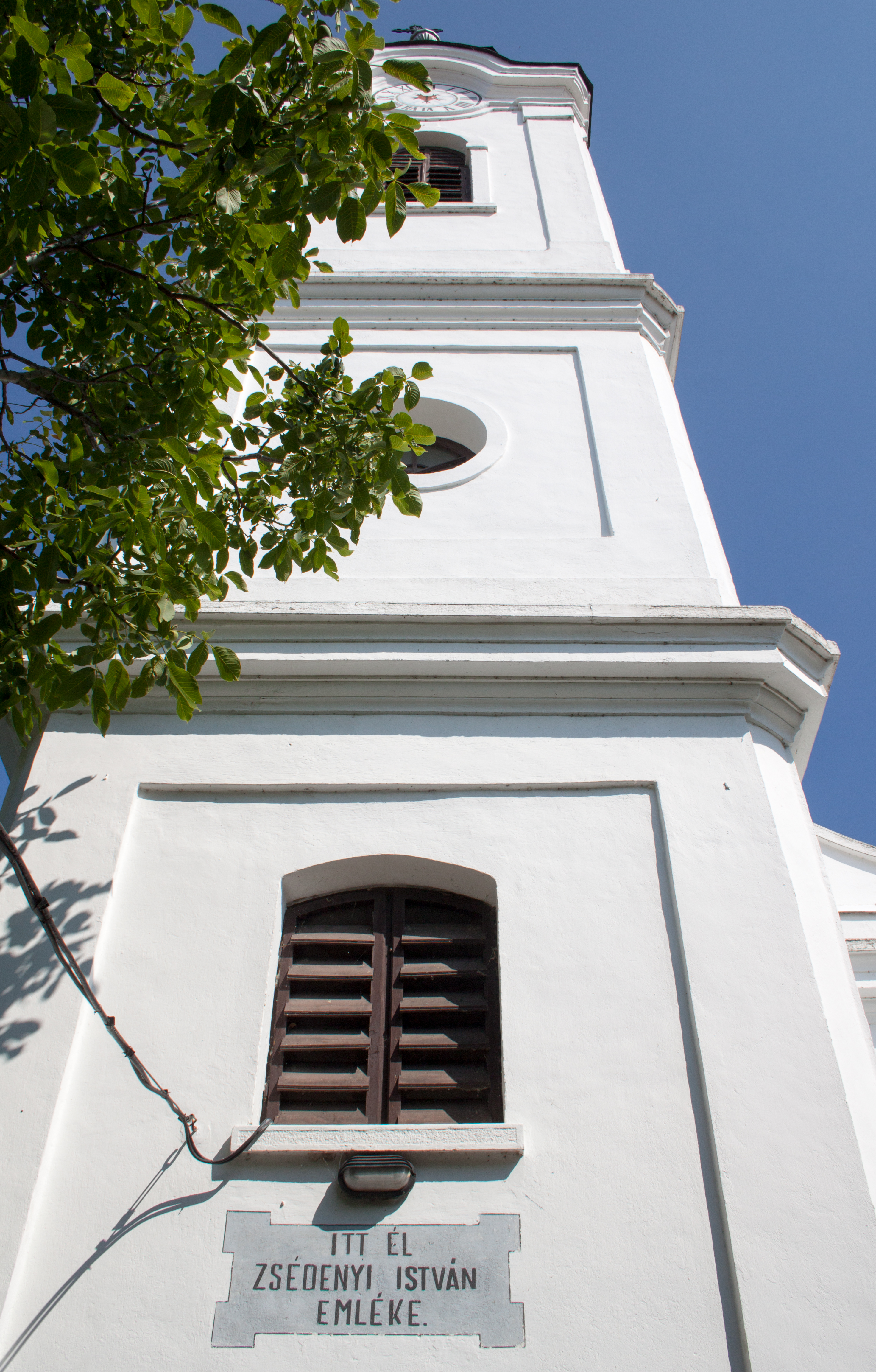
Evangélikus templom Zsédenyi István emléktáblájával

A nagy terület legkorábbi birtokosai a XIII. század első felében: a tihanyi apátság, a veszprémi püspökség, Bogát-Radvány nemzetségbeli és más nemesek, valamint a fehérvári káptalan és a fehérvári őrkanonokság. Boldogasszonydörgicse ennek az utóbbinak birtoka volt, amelyet mind a közép-, mind az újkorban - a Vázsonyi Horváth család és Oláh Miklós érsek XVI. századi átmeneti birtoklásától eltekintve - folyamatosan birtokolt, egészen a II. József alatti szekularizációig. I. Ferenc Alsó- és Felsődörgicsét a piarista rendnek adományozta és ennek még 1935-ben is 908 kh birtoka volt itt.
A település szántóterülete köves, nehezen művelhető. Négy szőlőhegye van, (a legnagyobb már a középkorban is ismert: Becserhegy). A szőlők jó munkaalkalmat nyújtanak a lakosságnak, a legfontosabb létfenntartási forrás a bortermelés volt. Szabad a faizás a földesúr erdejében, ahol makkos legelő is van (pl. 1768-ban a makkos erdő 600 sertés legeltetésére volt elegendő).
A falu a fehérvári őrkanonokság birtokainak központja, itt székel az uradalmi személyzet, a provizor, az ispán és más officiálisok. Itt tartják az úriszéket is. A település hadak útjában feküdt, ezért a XVI-XVIII. században nagy pusztulások érték. 1548-ban felégette a török. 1553-ban, továbbá 1566, 1572, 1598 és 1613-ban is alávetett és adózik a töröknek. 1578-ban teljesen lakatlan. A Rákóczi-szabadságharc idején -1711-ben - pestisjárvány pusztít a faluban.
Lakossága magyar, 1674-ben és később is, evangélikus anyaegyház. Az alsódörgicsei evangélikus templom falán elhelyezett emléktábla Zsédenyi István lelkész 1674 és 1677 közötti gályarabságának és sikeres visszatérésének állít emléket.
Ősi katolikus temploma a falun kívül romos állapotú. 1771-ben a protestánsoknak oratóriuma van. 1848-ban magyar nyelvű elemi iskola működik. A falu társadalma a XVIII-XIX. században nemesekből és nem nemesekből áll. Az előbbiek nagyobb része jobbágytelkeken lakik és árendát fizet. Ezekkel a nemesekkel az őrkanonokság 1775-ben külön szerződést köt.
A falu lakosságának intézményi ellátottságát az 1925. évi közigazgatási útmutató adatai alapján ismerjük. Volt a községnek 1 katolikus felekezeti iskolája, 1 tanítóval. Hangya fogyasztási szövetkezet, 4 iparos, 1 kocsma. 1935-ben a község határának 42,9%-a, a Kegyes Tanítórend tulajdonában volt. A megmaradó területből a község közbirtokossága 200 kh-t birtokolt.
1949-ben, az egyesítés előtt 394 főnyi lakosságának 85%-a élt a mezőgazdaságból. 1950-ben Alsódörgicsét és Felsődörgicsét Dörgicse néven egyesítették.

### Felsődörgicse
A veszprémi határtól a Balatonig terjedő Dergecse föld felső része Feldergicse néven 1312-ben tűnik fel okleveleinkben. Birtokosai a tihanyi apátság - róla nevezik 1572-ben Apáti Dergicsének – valamint helyi nemesek. Közösen birtokolják az erdőket és kaszálókat. A falu neve egészen a XVIII. század végéig leggyakrabban az egyházi védőszentjétől kapott Szentpéterdörgicse alakban fordul elő, „felső" jelzője csak a XVIII. századtól lesz általános, bár a két névforma vagylagos alakban még a század második felében is előfordult.

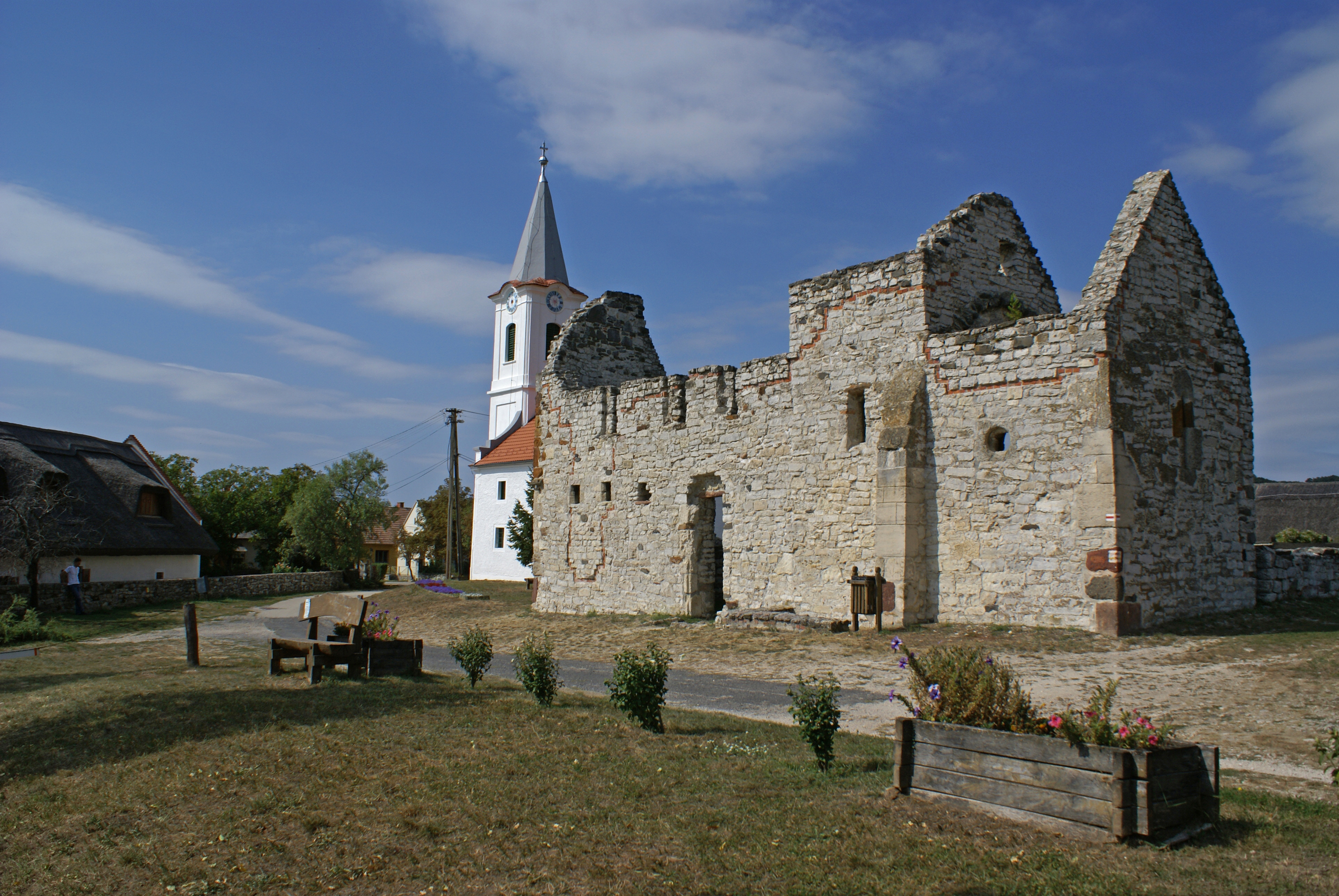
A felsődörgicsei templomrom, mögötte a mai evangélikus templommal

Az 1531. évi dikalajstromban birtokosai még ugyanazok. A nemesek már ekkor a falu külön részében laktak. Ebben az évben még nem nevezik külön néven, csak a következő években. Az apátságot illető részt 1542-ben Vázsonyi Horváth Péter birtokolja. A század végén már a fehérvári őrkanonokság birtokában találjuk és ott van II. József ismert intézkedéséig. 1804-ben a Kegyes Tanítórend birtokába kerül. 1627-ben egy kis része, 12 hold szántó az Esterházy család devecseri uradalmához tartozott. Határának minősége, szőlőhegye és megélhetési forrásai azonosak Alsódörgicséével.
Lakott portája 1531 után folyamatosan fogy, 1542-ben még összeírják 2 népes telkét. 1572-ben olvasunk ismét lakottságáról, amikor népessége napszámban szolgál Fehérvárott. A század végén újra puszta, csak 1613-ban sorolják fel, mint a dörgicsei uradalom lakott faluját. A század közepén az egész uradalom panaszkodik a törökök, a zsoldosok és a „latrok" fosztogatásai miatt, valamint a tihanyi katonákra, akik elvitték igás állataikat, szekereiket, "s máig sem adták azokat vissza".
A nép a XVIII. sz. közepén arról panaszkodik, hogy súlyos feltételek mellett a környékbeli uraktól kényszerül legelőt és kaszálót bérelni, mert a saját határban levők terméketlenek. 1770-ben is 30 szekér szénát kaszáltak. Jelentékenyebb a sertés- és juhtenyésztés. (1711-ben 99 sertést és juhot írtak össze. 1770-ben pedig 117 db-ot).
A falu nemesi társadalma két részre oszlott, a kuriálistákra és a paraszti telken gazdálkodókra. A paraszti telken gazdálkodó nemesek a XVII. század közepén jelennek meg, számuk 1828-ra eléri a 15 családot, 58 férfi taggal. 1758-ban a 9 telkes jobbággyal szemben 16 a paraszti telken gazdálkodó nemes van. Úrbéres helyzetük azonos a parasztokéval. A társadalom jobbágyi részének megoszlását 1770-ből a vármegyei összeírásból ismert.
1773-ban magyar lakosú falu, főleg evangélikus hitű lakossággal. Alsódörgicse leányegyháza. A kevés számú katolikus népessége Csicsóhoz tartozik. Evangélikus tanítója van. A középkorban anyaegyház, papja szerepel a pápai tized-lajstromokban. 1550-ben plébánosa már nincs, temploma pedig az idők folyamán elpusztult, romjai azonban még láthatók. A Balaton-felvidék sorvadó faluinak a sorába tartozik. 1785-ben népessége 304 fő volt. 1949-ben Alsódörgicsével történt egyesítése előtt már csak 222 föt számlált. Népességének fejlődéséről - a hivatalos népszámlálások előtt - az 1819, az 1828 és az 1846. évi nem nemesi összeírásokból vannak adatok. A lakosság túlnyomórészt mezőgazdaságból élt. 1910-ben a mezőgazdasági cselédek és eltartottaik száma 98. Az iparban mindössze 4 keresőt írtak össze. A közlekedéstől távol eső községnek 1925-ben 1 iparosa, 1 szatócsüzlete, 1 kocsmája volt. Felekezeti népiskolája egytanítós. Felsődörgicse 1907-ig a szentantalfai körjegyzőséghez, ezt követően pedig Alsódörgicséhez tartozott.

### Szarkadörgicse

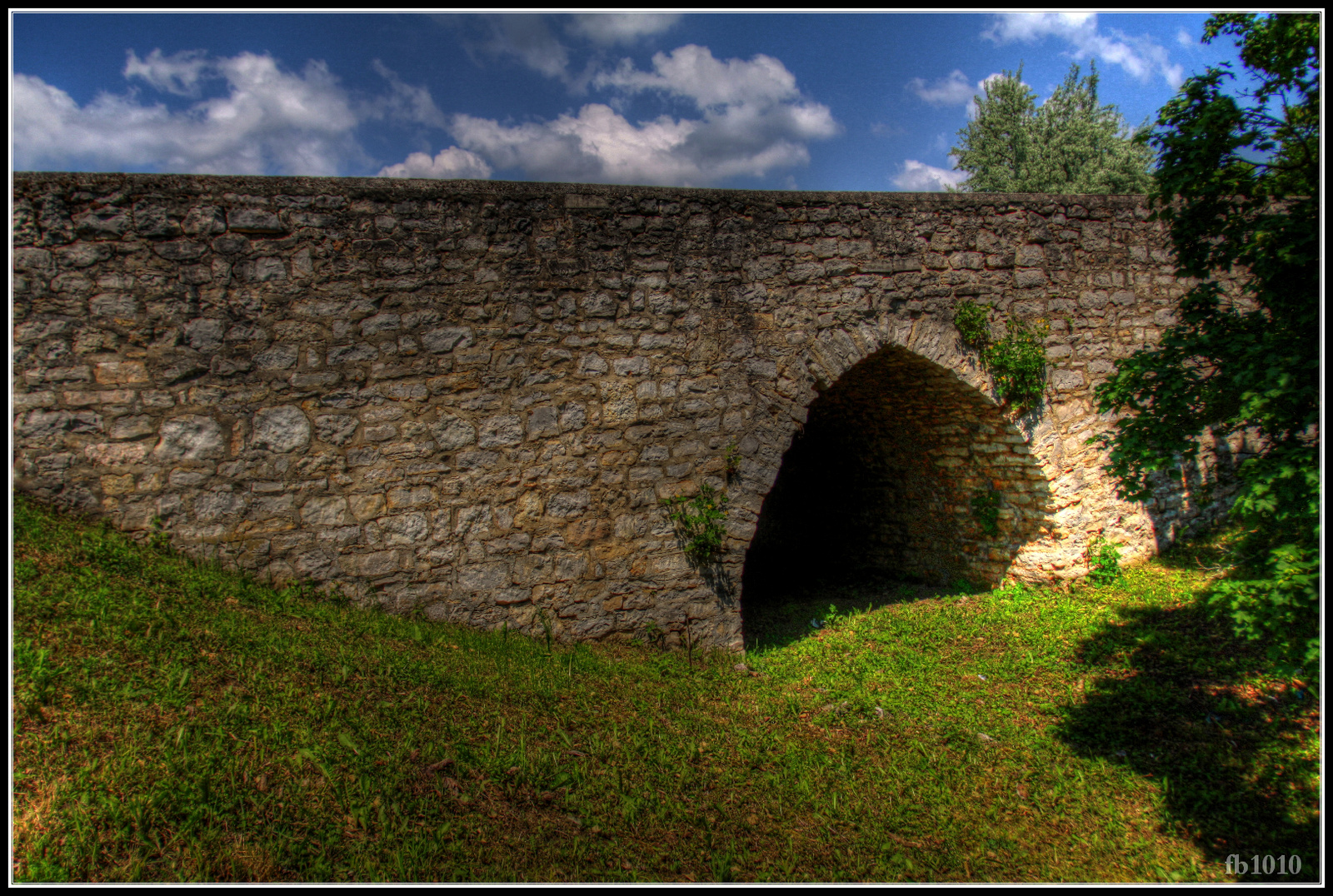
A 18. században épült barokk kőhíd

A településnév első előfordulása 1529 és 1613-ig szerepel forrásokban, (később semmi nyomát nem találni) bizonyára a török elnéptelenítette és beolvadt az anyafalu, Kisdörgicse határába. A megkülönböztető "Szarka-" előtag a legnagyobb itteni nemes családra, a Szarka családra emlékeztet. Felsődörgicse nemesek által lakott részén keletkezett, mint a legnagyobb nemesi családnak, a Szarka családnak a faluja és nyerte a névadási szokásoknak megfelelően a birtokos családról a Szarkadörgicse nevet. Felsődörgicsének, illetve Kisfalunak az a része tartozott hozzá ahol a Szarka család nemesi faluja települt. Ennek megfelelően a dikális összeírásokban 1534, 1542, 1548, és 1549-ben a faluban csak Szarka nevűek vannak összeírva. A Szarka családbelieknek a saját udvarházuk mellett 1-2 jobbágyportájuk is volt, mellettük 1548-ban Csoron András, 1566-ban Oláh Miklós, majd 1613-ban a fehérvári őrkanonokság is birtokol benne jobbágyi telkeket.
A településrész 1548-ban felégetett és lakatlan. 1566-ban Boldogasszonydörgicsével együtt írták össze, 1578: 1 porta, 1 szegény, 1 lakatlan telek; 1613-ban a töröknek alávetett és ismét Boldogasszonydörgicsével van összeírva.

### Dörgicse
Alsó- és Felsődörgicse egyesítéséből 1950-ben keletkezett a község mai elnevezése. (A csatolt községekből létrehozott új település 1950-1980 közti jellemzését Veszprém Megye Helytörténeti Lexikonából ismerjük.)
A községgé alakításkor Dörgicsének 617 lakosa volt. A többi Balaton-felvidéki községhez hasonlóan Dörgicse népessége is fogy, 2017. január 1-én a lakónépesség száma 248 fő volt. Mintegy 60 fő jár el dolgozni Balatonakaliba és Balatonfüredre. 1970-ben a lakosság 70,2%-a mezőgazdaságból élt. A dörgicsei borok, így a rizling, muskotály, zöld szilváni igen híresek. 1960-ban alakult a dörgicsei Új Élet és Hóvirág Termelőszövetkezet továbbá a kisdörgicsei Munkára Kész és a Balatonakali Balatongyöngye Mgtsz. egyesüléséből.
A községnek újabban a Balatonhoz közelebb eső része, tehát a régi Alsódörgicse fejlődik jobban. Itt új házak, üdülők, borospincék épülnek. Pincéi között néhány műemlék jellegű. A dörgicsei házak építőanyaga kő. A házak előtt kiskertek nincsenek.

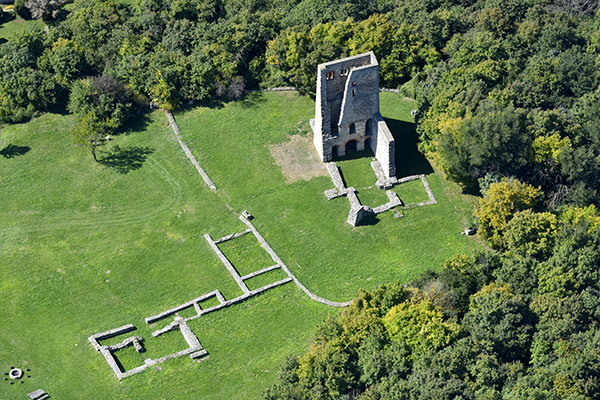
A Boldogasszony templomrom a levegőből, Dörgicsén
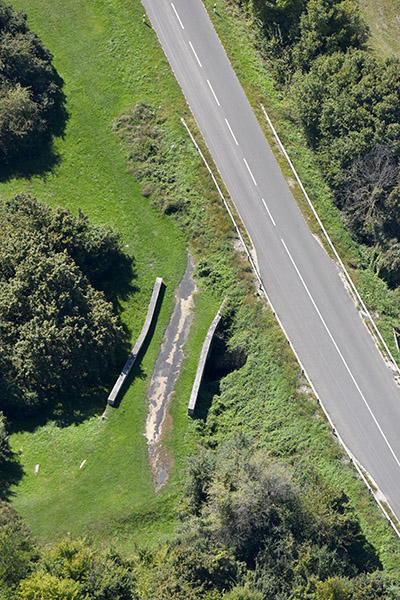
Dörgicse barokk hídja légi felvételen
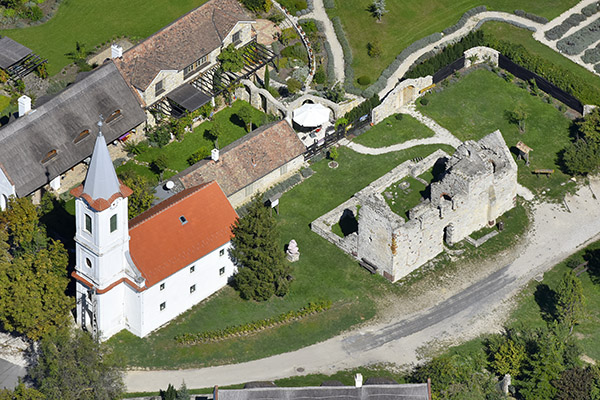
A felsődörgicsei templomrom légi felvételen
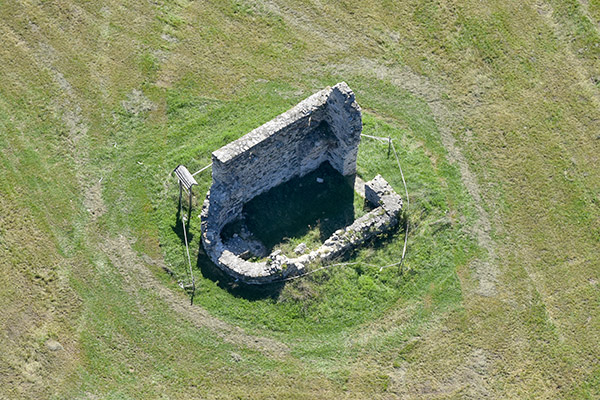
A kisdörgicsei templomrom légi felvételen

## Közélete

### Polgármesterei
- 1990–1994: Lohn Lőrinc (független)[8]
- 1994–1998: Kis-Pál Miklós (MDF)[9]
- 1998–2002: Kis-Pál Miklós (MDF)[10]
- 2002–2006: Kis-Pál Miklós (MDF)[11]
- 2006–2010: Kis-Pál Miklós (független)[12]
- 2010–2014: Kis-Pál Miklós (független)[13]
- 2014–2016: Mlinkó István (független)[14]
- 2017–2019: Jánó Levente (független)[15][16]
- 2019–2021: Jánó Levente (független)[17]
- 2022–2024: Pflanzner Sándor (független)[18]
- 2024– : Pflanzner Sándor (független)[1]

A településen 2017. január 15-én időközi polgármester-választást tartottak, mert a korábbi polgármester az előző év szeptember 26-ával lemondott posztjáról.
2022. június 26-án újból időközi polgármester-választást kellett tartani Dörgicsén, mert a hivatalban lévő településvezető, Jánó Levente az erről szóló, 2021. szeptember 28-án nyilvánosságra hozott bejelentése szerint azonnali hatállyal lemondott posztjáról. (A két dátum közt eltelt, aránylag hosszú időtartamot a koronavírus-járvány miatt elrendelt korlátozások indokolták, mivel a járványhelyzet fennállása alatt Magyarországon nem lehetett választást kitűzni.) A települést az átmeneti időszakban ügyvivőként Deák Attila független alpolgármester vezette. A választáson négy független jelölt indult, az első és a második helyezett között négy szavazatnyi különbség döntött.

## Népesség
A település népességének változása:
| Lakosok száma | 254  | 250  | 258  | 276  | 282  | 295  | 313  |
|               | 2013 | 2014 | 2015 | 2021 | 2022 | 2023 | 2024 |

A 2011-es népszámlálás során a lakosok 93,1%-a magyarnak, 4,4% németnek, 0,4% cigánynak, 0,4% lengyelnek mondta magát (6,9% nem nyilatkozott; a kettős identitások miatt az végösszeg nagyobb lehet 100%-nál). A vallási megoszlás a következő volt: római katolikus 41,5%, református 9,3%, evangélikus 22,6%, görögkatolikus 0,4%, felekezeten kívüli 11,3% (14,1% nem nyilatkozott).
2022-ben a lakosság 93,3%-a vallotta magát magyarnak, 3,9% németnek, 0,4% szlováknak, 2,1% egyéb, nem hazai nemzetiségűnek (6,7% nem nyilatkozott; a kettős identitások miatt a végösszeg nagyobb lehet 100%-nál). Vallásuk szerint 37,6% volt római katolikus, 14,2% evangélikus, 6,7% református, 0,7% görög katolikus, 0,4% izraelita, 0,7% egyéb keresztény, 1,1% egyéb katolikus, 8,9% felekezeten kívüli (29,8% nem válaszolt).

### Turizmus, idegenforgalom
Dörgicse egyik legnagyobb attrakciója, a kéthentente szervezett szezonális termékeket felvonultató helyi piac. A tematikus részletekre törekvő piaci látványosság nagy számú látogatót vonz. 
A piac mellett egyre nagyobb népszerűségnek örvendenek a különböző túrák, amit a kükönböző magánszállashelyek kínálatukba illesztenek.

## Műemlékek
- M I > 5486 (Alsódörgicse) 863-4/1953 hrsz: 0157 Templomrom, román stílusú. A 13. sz század közepén épült Dörgicse község - korábbi Alsódörgicse részén - a Boldogasszony tiszteletére szentelt templomként. Egyhajós, nyugati végén kegyúri karzattal, háromemeletes toronnyal. Hajója téglány alaprajzú, felfelé keskenyedő tornya még ma is tekintélyes magasságú. Legfelső emeletén két román kori ikerablak van, bennük kis osztóoszlopokkal. A torony nyugati falát két hatalmas támpillér gyámolította, melyek egyike ma is áll. 1754-ig használták, de egy 1783-as felmérés már romként említi. A szakmai ismertetés további kiegészítésre vár !).[23]
- MK > 6623 (Alsódörgicse) 21110/1967 Alsódörgicsei templomrom műemléki környezete.[24] Akalitól északra, a Balatontól 4 km-nyire, a község keleti végén áll, a Gernyehegy tövében messzire látszó magaslaton.(A szakirodalom születése óta környezetében jelentős feltárások történtek, közvetlen környezetét turisztikai/idegenforgalmi alapinfrastruktúrával is ellátták.
- M I > 5488 (Felsődörgicse) 863-4/1953 hrsz: 30 A felsődörgicsei kettős templom romjai,
- MK > 6634 (Felsődörgicse) 21084/1967 A templomrom műemléki környezete.[25] Felsődörgicse templomromja alig egy kilométerre áll Alsódörgicsétől, az evangélikus templom keleti oldalánál látható. Az eredeti templom kora román, 11-12. sz., a hozzáépített templom késő román, 13. sz. első fele. A templom déli fala és egyenes-záródású szentélye még nagyjában épen áll. A boltozott szentély két ablakával, egy kis dongaboltozatos kereszthajóhoz csatlakozik. A déli falon 2-2 félköríves román-jellegű ablak és a templom bejárata megvan, az északi hajófal azonban már hiányzik. Keletkezési ideje a XIII. sz. eleje.

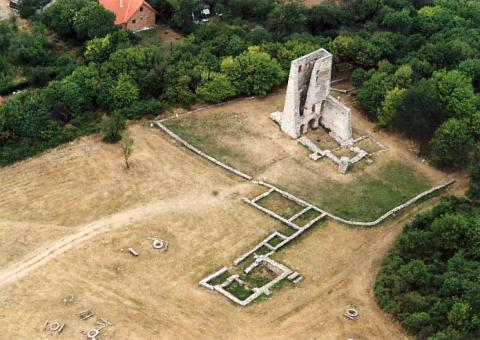
Az alsódörgicsei templomrom a levegőből

- M I > 5505 (Kisdörgicse) 22509/1958 Pusztatemplomi dűlő hrsz: 0266/2 Templomrom, román stílusú, 12. sz.
- MK > 6809 (Kisdörgicse) 02814/1967 Pusztatemplomi dűlő A templomrom műemléki környezete.[26] A harmadik templom is rom, a legkisebb méretű a három templom közül és a falutól északkeletre fekszik, a mező közepén. Kisdörgicse bazaltkőből épített román kori templomromjából a 2020-as évek elejére már csak a déli hajó két ablakával és a nyugati oromfal egy része állt, boltozatos szentélye beomlott. 2023. július közepén már állt az újjáépített templom.[27]
- M II > 5504 (Kisdörgicse) 22509/1958 Akali-Pécselyi úton hrsz: 046 Kőhíd, barokk, 18. sz.[28] A Kisdörgicsére vezető úton a Küvölgyből kiérve, kőhidat találunk, melynek kőből falazott csúcsíves nyílása ritkasága miatt méltó műemléki védelemre.
- M III > 9215 (Fő u. 19.) 4363/1981 hrsz: 45/2 Lakóház és gazdasági épület, népi.
- M III > 9062 (Fő u. 40.) 17707/1979 hrsz: 81 Lakóház. népi.
- M III > 10615 (Fő u. 73.) 12927/1990 Lakóház, népi.
- M III > 9179 (Agyaglik dűlő) 1171/1980 hrsz: 1336 Présház-pince, népi
- M III > 9356 (Agyaglik dűlő) 16034/1981 hrsz: 1334 Présház, népi.
- M III > 10816 (Erdei dűlő) 25/1993.(XI.3.) KTM-MKM hrsz: 084/3 Présház-pince, népi, 19. sz. közepe. Agyaba rakott kőből épült, vakolatdíszes, belsőben eredeti tűzhely.
- M III > 8909 (Kishegy dűlő) 07668/1978 hrsz: 0149/11 vagy; 1635/2 Présház.
- M III > 9636 (Kisleshegy) 5138/1984 hrsz: 0152/7 vagy; 093/7 Présház.

## Régi mondások, falucsúfolók a településről
- Három dörgicsei asszony ehhuszonnégy órába megiszik négy akó bort. [A mondás eredete nem tisztázott.][29]

## Dörgicse az irodalomban
- Dörgicse a helyszíne Örkény István Csillag című egyperces novellájának.